# Heinrich von Bock (Jurist)
Heinrich August von Bock (* 27. März 1771 in Kersel, Gouvernement Livland; † 21. März 1863 ebenda) war ein livländischer Jurist, Politiker, Ökonom und Schriftsteller aus dem Adelsgeschlecht Bock aus dem Haus Lachmes.

## Leben
Heinrich August von Bock war ein Sohn aus der Ehe von Bernhard von Bock und Helene Juliane von Bock geb. Zoege von Manteuffel. Er erhielt den ersten Unterricht im Heilmannschen Institut in Walk, anschließend im väterlichen Haus. 1786 trat er als Unteroffizier in russischen Militärdienst, nahm aber schon 1790 wieder seinen Abschied. Ab 1792 war er an verschiedenen Gerichten tätig, teilweise als Richter. Ab 1813 war er Mitglied der Livländischen Ökonomischen Sozietät. Daneben gehörte er zu den Mitbegründern der Gesellschaft für Geschichte und Altertumskunde zu Riga.
Heinrich August von Bock wurde gemeinsam mit Heinrich Berend Wilhelm von Bock auf Sellie (1781–1857) am 15. Februar 1818 bei der Estländischen Ritterschaft immatrikuliert.

## Familie
Heinrich August von Bock war dreimal verheiratet.
- In erster Ehe heiratete er am 21. Mai 1791 Freiin Friederike Helene von Stackelberg (1770–1837).
- In zweiter Ehe heiratete er am 1. September 1815 Sophia Auguste von Wrangell (1782–1825).
- Am 10. Juli 1838 vermählte er sich mit Charlotte Juliane von Sivers (1803–1881), der Schwester des Schriftstellers Jégor von Sivers.

Aus der zweiten Ehe hatte er zwei Söhne:
- Woldemar von Bock (1816–1903), der am 27. August 1841 in Dorpat Sophia La Trobe (1821–1890) heiratete, die Tochter des Komponisten Johann Friedrich La Trobe (1769–1845).
- Heinrich Anton Hermann von Bock (* 18. November 1818 in Kersel; † 25. Februar 1903 in Riga) heiratete am 14. März 1850 in Gotha die 14 Jahre ältere Sängerin Wilhelmine Schröder-Devrient,[2] mit der er von 1852 bis zu ihrem Tod überwiegend in Dresden und Berlin lebte. In Dresden befindet sich auch das Grab des Paares. 1872–1884 Landmarschall der Livländischen Ritterschaft.[3]

## Schriften
- Einige Worte zu den Gedanken des ehemaligen Oberdirektor der Livländischen Kredit-Bank, Peter Reinhold v. Sivers, einen fixirten Kurs der Banknoten betreffend. Grenzius, Dorpat 1812.
- Etwas über Land-Magazine überhaupt und die Liefländischen insbesondere. Marquardt, Pernau 1813.
- Einige Bemerkungen veranlasst durch zwei aufgestellte Preis-Fragen der Kaiserlichen freien ökonomischen Gesellschaft in St. Petersburg. Schünmann, Dorpat 1814.